# Мультипотенціаліст
Мультипотенціаліст (англ. multipotentialite) — це людина, яка перебуває у постійному пошуку себе, має багато інтересів і поглиблено вивчає їх. За значенням термін близький до «ерудит» або «людина епохи Відродження».
На відміну від фахівців, які є вузькоспеціалізованими, мультипотенціалісти нестандартно мислять. Проте співпраця обох типів є досить ефективною. Також людина-мультипотенціаліст дуже корисна у колективі, адже може виконувати завдання різного виду залежно від поставленої цілі.
Мультипотенціаліст має три переваги:
- синтез ідей (обізнаність більше, ніж у двох галузях, зумовлює створення чогось нового на їхньому перетині)
- здатність швидко навчатися
- здатність швидко пристосовуватись до нових умов.

## Історія

### Етимологія
Перші згадки про цей термін походять з відповідних досліджень обдарованості.
У 1972 році Р.Х. Фредеріксон та ін. визначили мультипотенційну особистість як людину, яка «за наявності відповідних умов може вибрати і розвинути низку компетенцій до високого рівня».
22 жовтня 2008 року Дуглас Ханней почав вести блог, який тривав близько восьми років. У його першому блозі йшлося про мультипотенціалізацію як про досягнення успіху в різних сферах енергетики. Потім блог був повністю скопійований на Facebook 22 вересня 2016 року, після перегляду виступу Емілії Вапнік на конференції TED про мультипотенціалізацію в жовтні 2015 року.

### Відповідна термінологія
Хоча термін «мультипотенціал» часто використовують як синонім до понять «ерудит» або «людина епохи Відродження», ці терміни не є тотожними. Щоб бути мультипотенціалом, не обов'язково бути експертом у якійсь конкретній галузі.
Дійсно, Ісіда Джейд чітко розрізняє мультипотенційність і поліматів. Мультипотенційність означає просто потенціал людини в багатьох сферах завдяки її різноманітним інтересам і спробам. З іншого боку, полімати відрізняються своєю майстерністю та досвідом у кількох сферах. У цьому сенсі мультипотенціалів можна розглядати як потенційних поліматів.
Інші терміни, що використовуються для позначення мультипотенціалів, - «сканери», «слешери», «універсали», «мультипасіонарії», «RP2», «мультиподи» та ін.